# Philodicus furunculus
Philodicus furunculus är en tvåvingeart som beskrevs av Blasdale 1957. Philodicus furunculus ingår i släktet Philodicus och familjen rovflugor. Inga underarter finns listade i Catalogue of Life.